# Григорьев, Борис Дмитриевич
Бори́с Дми́триевич Григо́рьев (11 [23] июля 1886, Москва, Российская империя — 7 февраля 1939, Кань-сюр-Мер, Франция) — русский художник.

## Биография[2][3]
Борис Григорьев родился в Москве, мать его Клара фон Линденберг была шведкой. Борис был внебрачным ребёнком Дмитрия Григорьева, царскосельского мещанина, по образованию — бухгалтера, служившего управляющим Рыбинским отделением Волжско-Камского коммерческого банка. В возрасте четырёх лет был официально усыновлён и стал воспитываться в семье отца; позднее в воспоминаниях напишет, что его детство в Рыбинске из-за его полурусского-полушведского происхождения и из-за незаконнорождённости не было счастливым.
В 1903—1907 годах учился в Центральном Строгановском художественно-промышленном училище (класс Д. А. Щербиновского, а также у А. Е. Архипова), затем в качестве вольнослушателя посещал петербургскую Академию художеств (до 1913 года), где занимался у А. А. Киселёва и Д. Н. Кардовского.
С 1907 года жил в Петербурге, в 1909-м посетил родственников матери в Швеции, в 1913-м впервые посетил Париж, где прожил четыре месяца и создал цикл работ на темы парижской жизни.
1909 — в составе «Студии импрессионистов» — объединения молодых художников, творчески близких к футуристам, возглавляемого Н. И. Кульбиным. В новом искусстве его привлекало не разрушение видимой реальности, а обострённое восприятие мира, поэтому ему было близко творчество Ван Гога, Сезанна, фовистов, Дерена, отчасти Пикассо.
В 1909—1914 годах Григорьев побывал в Швеции, Норвегии, Австрии, Италии, Греции, Венгрии, Швейцарии, Франции.
С 1911 года рисунки его публиковались в журналах «Сатирикон» и «Новый Сатирикон». В 1913 году художник провёл четыре месяца в Париже, где посещал занятия в Академии Гранд Шомьер. Париж окончательно сформировал Григорьева как виртуозного рисовальщика, свободно владеющего всем спектром выразительных возможностей линии. Гибкая, аристократически-изысканная линия царит в его большом графическом цикле «Интимность» («Intimité», 1916—1918), созданном на темы парижских будней (вышел отдельным альбомом в 1918 году). Творческий, праздничный и пряный дух этого города вдохновил Григорьева на создание нескольких тысяч рисунков: мир богемы и цирков, кафешантанов и продажной любви, фатальности и неги представлен в них словно через увеличительное стекло. Известность в России пришла к художнику после показа этого цикла на выставке «Мира искусства» в 1913 году.
Григорьев был одним из самых дорогих и престижных портретистов России 1910-х годов и сохранил это звание, уже работая за границей. Остались десятки портретов его кисти — чуть ли не всей русской интеллигенции начала XX века: Скрябина и Рахманинова, Шаляпина и Мейерхольда, Добужинского и Рериха, Горького и Клюева, Розанова и Шестова и других.
Свои графические и живописные циклы художник стремился увидеть напечатанными в сочетании с текстом и создал особый вид «экспонирования» в книге. Таковы издания циклов «Intimité» со статьями В. Воинова и В. Дмитриева и «Расея» (1918) с текстами П. Щёголева, Н. Радлова и самого художника. В этих произведениях, как писал один из критиков, «совершался поворот от ночных кафе Монмартра — в глубь русской деревни. Прыжок дерзкий, огромный, почти космического масштаба. Думали, будет новый Тулуз де Лотрек… А получился глубокий русский художник, может, более русский, чем многие и многие». В цикле «Расея» тема русской деревни в послереволюционной России обнаружила в Григорьеве художника мыслящего, однако мыслящего «глубоко и разрушительно» (А. Блок). Как и в парижской серии, образы людей — крестьян, детей, стариков — создаются виртуозными линиями, которые придают композициям красоту и притягательность, но они же, будучи утрированными и одновременно правдивыми до беспощадности, поразили современников своей жестокой откровенностью.
В 1918 году Григорьев вступил в 1-й профессиональный союз художников в Петрограде. Он готовит иллюстрации к «Графу Нулину» и «Домику в Коломне» А. С. Пушкина, «Опасному соседу» В. Л. Пушкина, сотрудничает с журналом «Пламя», участвует в оформлении Петрограда к первой годовщине Октября (эскизы декорации Английской набережной на темы поэзии Уолта Уитмена), преподаёт в Свободных художественных мастерских (бывшем Строгановском училище).
В 1919 году, спасаясь от «революционного вихря», Григорьев тайно пересёк с семьёй на лодке Финский залив и поселяется сначала в Берлине, а с 1921 года — в Париже. В 1920-х — середине 1930-х годов художник жил и в США, путешествовал по Латинской Америке.
В 1927 году он купил участок земли в Кань-сюр-Мер (Прованс), где в своё время жили О. Ренуар, А. Модильяни, Х. Сутин, и поселился на вилле «Бориселла» (его супругу звали Элла).
В 1929—1930 годах Григорьев написал монументальное полотно «Лики мира», посвятив его Лиге Наций, которое в 1932 году приобрело правительство Чехословакии.
В 1930-е годы он занимался в основном книжной графикой. Великолепны циклы его рисунков к «Детству» М. Горького (1931), «Братьям Карамазовым» Ф. М. Достоевского (1932—1933). С 1930 году. Григорьев преподавал в Париже в Русской академии, организованной Т. Сухотиной-Толстой, затем открыл частную школу живописи и рисунка. В 1935 г. получил приглашение возглавить факультет в нью-йоркской Академии прикладных искусств. В эти годы у него состоялся ряд персональных выставок в Париже, Милане, Праге (в 1926 и 1932 годах выставки в Праге помогал организовать историк искусства Н. А. Еленев), Нью-Йорке, Чикаго.
В последние годы жизни художник работал как никогда интенсивно — до полного физического изнеможения и нервного истощения. Из письма Григорьева поэту В. В. Каменскому: «Сейчас я первый мастер на свете. <…> Я не извиняюсь за эти фразы. Надо знать самому, кто ты, иначе не будешь знать, что и делать. Да и жизнь моя святая от труда сверх и чувства сверх, и 40 лет моих это доказывают. Я не боюсь любого конкурса, любого заказа, любой темы, любой величины и любой скорости». В 1938 году он тяжело заболел, перенёс сложную операцию.

Умер Борис Григорьев в своём доме в Кань-сюр-Мер 7 февраля 1939 года; похоронен на местном кладбище.

## Творчество

### Графика и иллюстрации
С 1911 года тесно сотрудничал с журналами «Сатирикон» и «Новый Сатирикон». Прекрасный рисовальщик; характерная черта его стиля — линия как превалирующее начало формы, наиболее ясно проявилась в большом графическом цикле «Intimite» («Интимность», 1916—1918). В альбоме отражена атмосфера Парижа в представлении художника — мир богемы и цирков, кафешантанов и продажной любви.
Уже будучи за рубежом, продолжал иллюстрировать произведения знаменитых писателей (серия рисунков к «Детству» М. Горького, 1931; цикл к «Братьям Карамазовым» Ф. М. Достоевского, 1932—1933; в начале XXI века рисунки находились в собственности наследников художника). Количество произведений, созданных Григорьевым за границей, значительно больше того, что он успел выполнить на родине. Но его творческое наследие эмигрантского периода, к сожалению, пока недостаточно изучено.

### Портреты
Безусловно интересны и портреты работы Григорьева, мастера натурного рисунка. Творя в атмосфере авангарда, тем не менее он никогда не бросался в крайние формы, чаще всего изображая не человека самого по себе, а скорее, показывая роль, которую играет этот человек. Гротеск, используемый Григорьевым, скорее лукав, чем зол и сатиричен (например, портрет В. Э. Мейерхольда). Сам художник лучшей своей работой в этом жанре называл портрет М. Горького (1926), где писатель отображён в роли кукловода, манипулирующего персонажами пьесы «На дне».

### «Расея»
Широко известен его цикл «Расея» (альбом, изданный в 1918, включает в себя живопись и графику, а также тексты П. Е. Щеголева, Н. Э. Радлова и самого художника). В этом альбоме портреты и пейзажи русской деревни сложились в многоголосую песнь, полную не тоски, но горькой меланхолии.
За рубежом Григорьев снова вернулся к этой теме, переиздав «Расею» на русском и немецком со статьями Павла Бархана, Оскара Бие и Александра Бенуа (1921, 1922) и дополнив её новым альбомом «Лики России» (на французском и английском; 1923, 1924), в состав которого вошли и портреты актёров МХАТа.
В 2005 году «Расея» была переиздана в серии «Возвращение книги».

## Выставки
Принимал активное участие во многих выставках в 1909—1919 году, представитель «левых» течений в авангарде.
В 2011 году состоялись выставки в Русском музее и в Третьяковской галерее.

## Галерея
- В. Э. Мейерхольд (1916, Русский музей)
- М. В. Добужинский (1917),
- «Деревня», цикл «Расея»
- «Земля народная», цикл «Расея»
- «Олонецкий дед», цикл «Расея»
- «Старуха с коровой», цикл «Расея»
- «Девочка с бидоном» цикл «Расея»
- Ф. И. Шаляпин (1918, 1921—1922),
- «Женщина в цилиндре» (1919, холст, масло, 71,0 х 62,5 см; при эстимейте 175—200 тысяч фунтов стерлингов продана 1 декабря 2004 года на торгах Сотбис втридорога — за 588 тысяч).
- Л. Шестов (1921),
- Е. К. Брешко-Брешковская (1921),
- С. А. Есенин (1921),
- А. Ф. Керенский (1924),
- М. Горький (1926, Музей А. М. Горького, Москва)
- С. В. Рахманинов (1930) и др.

## Переиздания
Книги Бориса Григорьева переиздаются в издательстве «Круг коллекционеров». В серии «Возвращение книги» переизданы «Расея», «Intimité», Иллюстрации для сборника стихов Саши Чёрного «Детский остров». Это факсимильные копии первых изданий и их репринты.

## Адреса
- Санкт-Петербург: Широкая ул., 41 / Полозова улица, 28[8];
- г. Рыбинск, Ярославская область: Волжская набережная, 47, мемориальная доска на доме, в котором провел детство художник (https://prv0.lori-images.net/0029163416-larger.jpg).

## Память
- На доме на Волжской набережной в Рыбинске, где прошло детство художника, установлена мемориальная доска.
- Картины художника размещены в Рыбинске на здании спортивного комплекса «Сатурн».

### Альбомы, монографии
- Поспелов Г. Г. «Лики России» Бориса Григорьева / Илл. Александр Коноплёв. — М.: Искусство, 1999. — 198 с. — ISBN 5-210-01345-6.
- Борис Григорьев: [Каталог персональной выставки] / Науч. рук. Е. Петрова; авт. ст. И. Вакар, В. Круглов. — СПб.: Palace Editions, 2011. — 288 с.

### Статьи
- Мишеев Н. Борис Григорьев // Перезвоны. — Рига, 1929. — № 42. — С. 1318—1327.
- Седых Андрей. В стране Гаупеликано: Путешествие художника Бориса Григорьева (Письмо из Парижа) // Новое русское слово. — Нью-Йорк, 1930. — 26 января (№ 6209). — С. 8.
- Конст. Б. «Скифы» с Борисом Григорьевым [Выставка в Праге] // Новое русское слово. — Нью-Йорк, 1932. — 18 апреля (№ 7022). — С. 3.
- Ван Розен Р. Художник Борис Григорьев в Нью-Йорке // Новое русское слово. — Нью-Йорк, 1932. — 17 декабря (№ 7264). — С. 2.
- Северный Леонид. «Лыковая Рассея» и зарубежье // Новое русское слово. — Нью-Йорк, 1933. — 12 марта (№ 7350). — С. 2—3.
- Вейнбаум М. На разные темы: Новые работы Бориса Григорьева…; …"Карамазовы" Бориса Григорьева // Новое русское слово. — Нью-Йорк, 1933. — 22 марта (№ 7360). — С. 3; 29 марта (№ 7367). — С. 3.
- Анри Гри. На выставке Бориса Григорьева: Впечатления // Новое русское слово. — Нью-Йорк, 1934. — 5 декабря (№ 7982). — С. 2.
- Вейнбаум М. На разные темы: О чилийской эпопее художника Бориса Григорьева // Новое русское слово. — Нью-Йорк, 1934. — 12 декабря (№ 7989). — С. 3.
- Борис Григорьев — декан класса живописи в Американской академии искусств // Новое русское слово. — Нью-Йорк, 1935. — 19 апреля (№ 8116). — С. 3.
- Ван Розен Р. Принявший схиму: (К выставке картин Бориса Григорьева) // Новое русское слово. — Нью-Йорк, 1935. — 23 ноября (№ 8333). — С. 3.
- У Б. Д. и Е. Т. Григорьевых // Новое русское слово. — Нью-Йорк, 1935. — 17 декабря (№ 8357). — С. 3.
- Бенуа Александр. Выставка Бориса Григорьева в Париже // Новое русское слово. — Нью-Йорк, 1937. — 25 июля (№ 8939). — С. 4.
- Железнов М. «Хорошо вернуться в Америку!» — говорит художник Борис Григорьев. Он открывает школу, а в январе его выставка // Новое русское слово. — Нью-Йорк, 1937. — 6 ноября (№ 9043). — С. 3.
- Выставка картин Бориса Григорьева [в галерее Лилиенфельд] // Новое русское слово. — Нью-Йорк, 1938. — 6 января (№ 9103). — С. 3.
- И. Борис Григорьев: К его новой выставке в Нью-Йорке // Новое русское слово. — Нью-Йорк, 1938. — 9 января (№ 9106). — С. 8: ил.
- Камышников Л. Неугомонная душа: На выставке художника Бориса Григорьева // Новое русское слово. — Нью-Йорк, 1938. — 13 января (№ 9110). — С. 3.
- Отъезд Бориса Григорьева [во Францию] // Новое русское слово. — Нью-Йорк, 1938. — 16 апреля (№ 9203). — С. 1.
- Болезнь Бориса Григорьева // Новое русское слово. — Нью-Йорк, 1938. — 17 августа (№ 9326). — С. 1.
- Скончался Б. Д. Григорьев: Знаменитый художник умер от рака // Новое русское слово. — Нью-Йорк, 1939. — 9 февраля (№ 9501). — С. 1.
- Вейнбаум М. На разные темы: Борис Дмитриевич Григорьев // Новое русское слово. — Нью-Йорк, 1939. — 11 февраля (№ 9503). — С. 3.
- Борис Григорьев // Новое русское слово. — Нью-Йорк, 1939. — 12 февраля (№ 9504). — С. 8: портр., ил.
- Бенуа Александр. Творчество Бориса Григорьева // Новое русское слово. — Нью-Йорк, 1939. — 12 марта (№ 9532). — С. 2.
- Вейнбаум М. На разные темы: Случаи из жизни Бориса Григорьева // Новое русское слово. — Нью-Йорк, 1939. — 1 апреля (№ 9552). — С. 3.
- Вейнбаум М. На разные темы: К друзьям Бориса Григорьева, поклонникам его таланта и вообще к отзывчивым людям: [О помощи вдове Е. Г. Григорьевой] // Новое русское слово. — Нью-Йорк, 1940. — 2 марта (№ 9887). — С. 3.
- Кибальчич В. Один из ликов Григорьева // Новое русское слово. — Нью-Йорк, 1940. — 10 марта (№ 9895). — С. 4.
- Вл. З. [Зеелер В. Ф.] Борис Григорьев: К десятилетию со дня кончины // Русская мысль. — Париж, 1949. — 6 апреля (№ 125). — С. 3.
- Вейнбаум М. Борис Григорьев // Вейнбаум М. На разные темы. — Нью-Йорк, 1956. — С. 218—224.
- Евреинов Н. Н. Борис Григорьев, как портретист: К 20-летию со дня смерти Б. Д. Григорьева // Русская мысль. — Париж, 1957. — 15 января (№ 1004). — С. 4—5; 17 января (№ 1005). — С. 4—5.
- Зильберштейн И. С. Парижские находки. Автографы Горького во Франции: 1. Борис Григорьев в работе над портретом Горького / [С публикацией текстов писем А. М. Горького и Б. Д. Григорьева] // Огонёк.— 1968.— № 13.— С. 8—11: ил.
- Галеева Т. Борис Григорьев // Искусство. — 1986. — № 10. — С. 59—66.
- Наумов А. Борис Григорьев // Творчество. — 1990. — № 9. — С. 14—17.
- Курдюкова Д. Художник — это хирург с руками циника // Независимая газета. — 15 сентября 2011 года.
- Вакар И. «Одинокий, но сильный»: Борис Григорьев // Наше наследие. — 2013. — № 107.статья
- Вульфина Лариса. «Жизнь проходит быстро и не нужно лишать себя радости». Б. Д. Григорьев и Н. В. Ремизов: Из переписки 1934—1935 годов // Альманах «Панорама искусств». — 2017. — № 1. — C. 350—367.
- Бабияк В. В. Графические «афоризмы» Бориса Григорьева: «Расея» // Университетский научный журнал. — ISSN 22225064. — 2019. — № 50. — С. 15—21.
- Бертеле М. Григорьев Борис Дмитриевич // Русское присутствие в Италии в первой половине XX века: Энциклопедия. — М.: РОССПЭН, 2019. — С. 211—212. — ISBN 978-5-8243-2316-0.